# A Spanner in the Works
A Spanner in the Works — музичний альбом Рода Стюарта. Виданий 29 травня 1995 року лейблом Warner Bros. Records. Загальна тривалість композицій становить 57:15. Альбом відносять до напрямку рок, поп.

## Список пісень
1. «Windy Town» — 5:12
2. «The Downtown Lights» — 6:33
3. «Leave Virginia Alone» — 4:07
4. «Sweetheart Like You» — 4:54
5. «This» — 5:19
6. «Lady Luck» — 4:25
7. «You're The Star» — 4:39
8. «Muddy, Sam and Otis» — 4:42
9. «Hang on St. Christopher» — 4:04
10. «Delicious» — 4:43
11. «Soothe Me» — 3:33
12. «Purple Heather» — 4:58